# 전방위 추진기

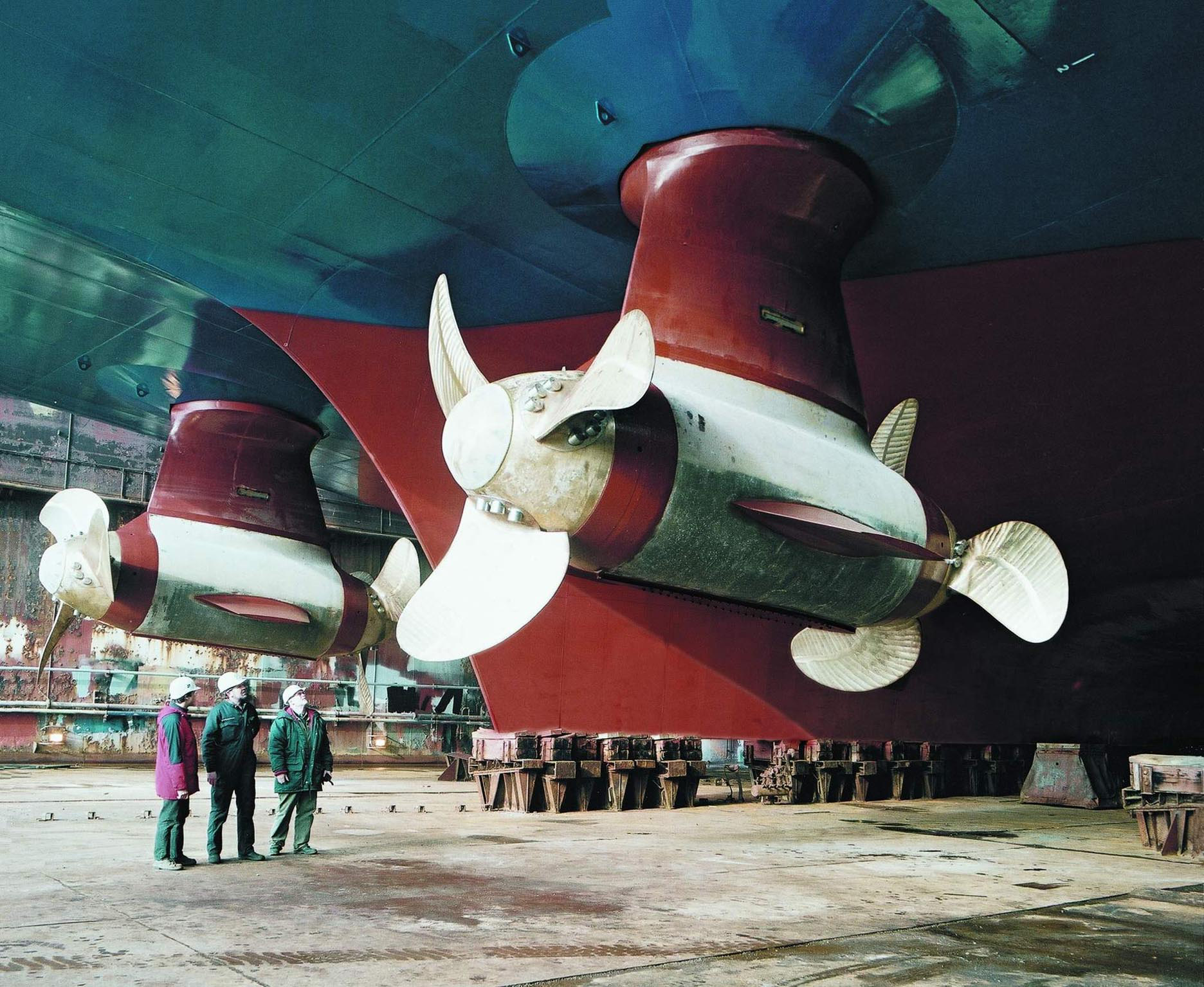
전방위 추진기의 포드와 프로펠러

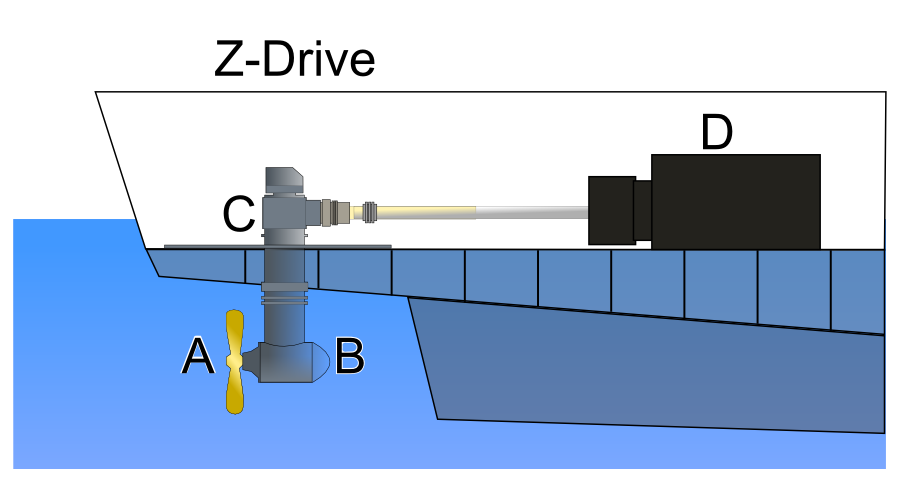
Z 드라이버를 이용한 전방위 추진기

전방위 추진기(영어: azimuth thruster)는 선박 추진장치의 일종으로 수평 방향으로 360도 회전하는 포드에 프로펠러를 장착한 것이다.